# Montvalezan
Montvalezan ist eine französische Gemeinde mit 729 Einwohnern (Stand: 1. Januar 2022) im Département Savoie in der Region Auvergne-Rhône-Alpes. Montvalezan gehört zum Kanton Bourg-Saint-Maurice im Arrondissement Albertville und ist Mitglied im Gemeindeverband Communauté de communes de Haute Tarentaise.

## Geografie
Montvalezan liegt etwa 72 Kilometer östlich von Chambéry und etwa 35 Kilometer ostsüdöstlich von Albertville an der Isère, die die Gemeinde im Süden begrenzt. Umgeben wird Montvalezan von den Nachbargemeinden Séez im Norden und Westen, La Thuile im Nordosten sowie Sainte-Foy-Tarentaise im Süden und Osten.

## Bevölkerungsentwicklung
| Jahr                       | 1954 | 1962 | 1968 | 1975 | 1982 | 1990 | 1999 | 2006 | 2013 |
| -------------------------- | ---- | ---- | ---- | ---- | ---- | ---- | ---- | ---- | ---- |
| Einwohner                  | 443  | 462  | 464  | 459  | 503  | 554  | 582  | 644  | 673  |
| Quellen: Cassini und INSEE |      |      |      |      |      |      |      |      |      |

## Sehenswürdigkeiten
- Kirche Saint-Jean-Baptiste aus dem 17. Jahrhundert